# 蕲县镇
蕲县镇，是中华人民共和国安徽省宿州市埇桥区下辖的一个乡镇级行政单位。

## 行政区划
蕲县镇下辖以下地区：
蕲县村、邱元村、灯塔村、徐桥村、白安村、许寨村、忠陈村、团结村、周王村、大江村、袁小寨村、白陈村、刘圩村、代安村和蕲南矿社区。